# Bob McChesney

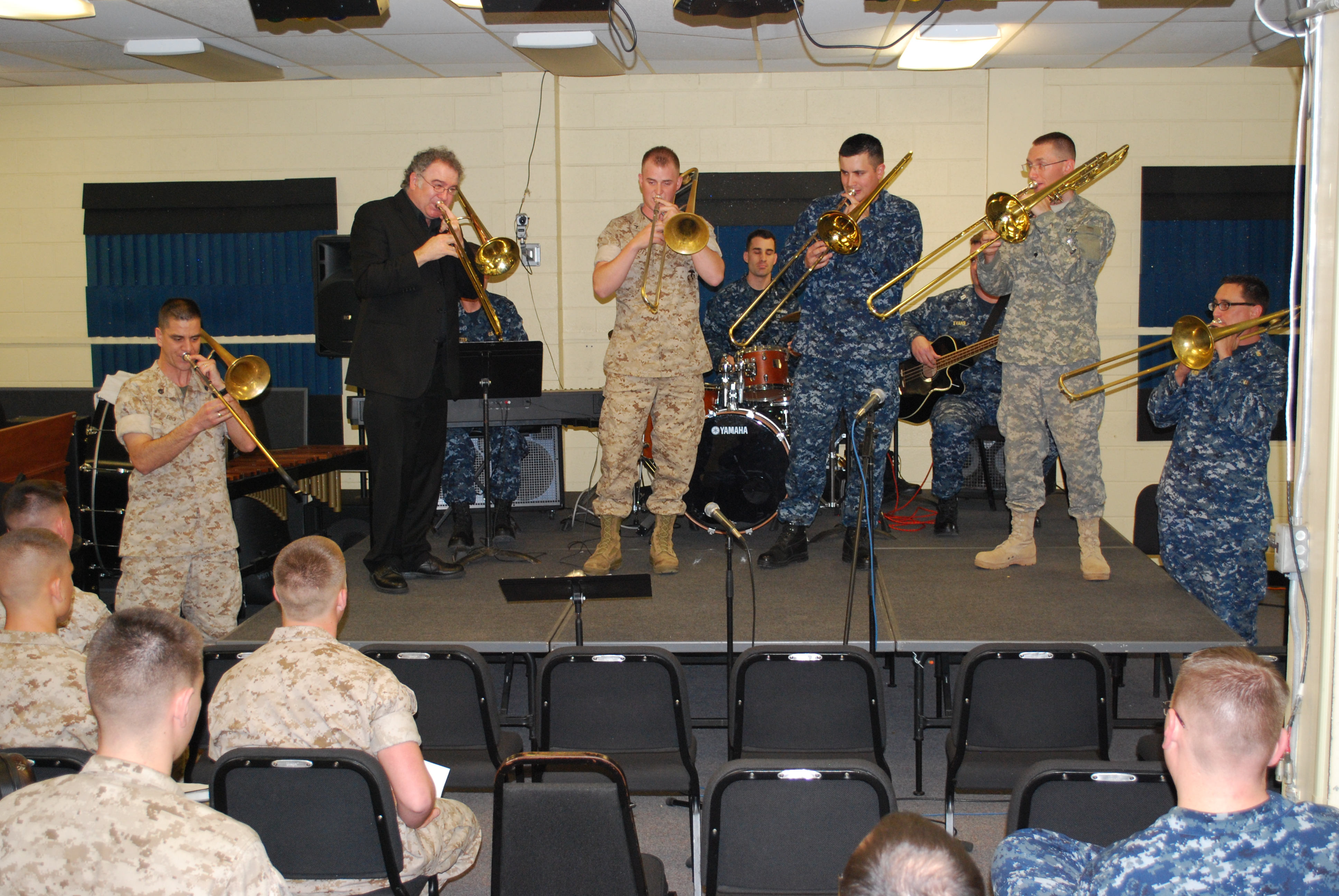
Bob McChesney (zweier von links) in der U.S. Navy School of Music (2011)

Bob McChesney (* 3. Juli 1956 in Baltimore) ist ein amerikanischer Jazz- und Studiomusiker (Posaune, Komposition).

## Leben und Wirken
McChesney begann im Alter von neun Jahren in der Schule mit dem Posaunenspiel. An der State University of New York in Fredonia studierte er im Hauptfach Wirtschaft und im Nebenfach Posaune und erwarb dort einen Bachelorabschluss.
1979 zog McChesney nach Los Angeles, wo er bis heute als Studiomusiker an Film- und Fernsehproduktionen sowie Tonträgerproduktionen beteiligt ist. Unter anderem war er mit Barry Manilow (Tribute to Sinatra), Chicago (Night & Day: Big Band), Natalie Cole, Mel Tormé, Joey DeFrancesco, Art Garfunkel, Buddy Greco, Steve Allen, Adam Sandler, Don Menza, Rebeka, Louise Baranger, Barbara Morrison, Curtis Amy, Carl Saunders oder Anita O’Day im Studio.
Unter eigenem Namen entstanden McChesneys Alben No Laughing Matter, Chez Sez und zuletzt Come Sunday. Als Jazzsolist ist er zudem auf Horace Silvers Album Its Got to Be Funky und auf Bob Florence’ mit einem Grammy ausgezeichneter CD Serendipity 18 zu hören; er spielte auch auf den Alben When I Look in Your Eyes von Diana Krall und Dear Diz von Arturo Sandoval, die ebenfalls einen Grammy gewannen. Gemeinsam mit seiner Frau Calabria Foti entstand das Weihnachtsalbum Together for Christmas. Live ist er mit Musikern wie Nancy Wilson, Kenny G, dem Hollywood Bowl Orchestra, Rob McConnell, Lalo Schifrin, Frank Sinatra, Jr., Rosemary Clooney, Jack Jones, Bill Holman, Jack Sheldon, Frank Capp, der Woody Herman Band und Supersax aufgetreten. Auf der Zugposaune spielte er Jean-Baptiste Arbans Kornettstück Thema et variations sur «Le Carnaval de Venise» mit der Idaho Falls Symphony und nahm es dann mit dem Pianisten Alan Steinberg auf; bei YouTube wurde es mehr als 3 Millionen Mal abgerufen.
McChesney hat sich eingehend mit der Zungentechnik beim schnellen Legatospiel befasst und dazu 1992 eine Posaunenmethode mit dem Titel Doodle Studies and Etudes bei Chesapeake Music veröffentlicht, die von Kollegen wie Carl Fontana, Bill Watrous und Joseph Alessi gelobt wurde. Im selben Verlag veröffentlichte er das Notenwerk Technical Studies for Trombone und Jazz Etudes and Duets. Er lehrte an der California State University, Northridge und der California State University, Long Beach.
Als Komponist veröffentlichte McChesney auch das Duo-Werk 28 Vignettes for Two Trombones.
McChesney ist mit der Jazzmusikerin Calabria Foti verheiratet, mit der er zwei Töchter hat, die ebenfalls Musikerinnen wurden.

## Diskographische Hinweise
- No Laughing Matter – The Bob McChesney Quartet Plays Steve Allen (Summit 1999, mit Matt Harris, Trey Henry, Dick Weller)
- Chez Sez (MoCo Jazz 2015, mit Bob Mintzer, Larry Goldings, Darek Oles, Bill Stewart)
- Come Sunday (MoCo Jazz 2023, mit Bill Cunliffe, Larry Koose, Kevin Axt, Vinnie Colaiuta sowie Streichorchester bzw. Chor)